# Wild Style
Wild Style er en hiphop-spillefilm fra 1983 produceret af Charlie Ahearn, der betragtes som den første hiphop-spillefilm. I filmen medvirker skelsættende personer fra den givne periode, såsom Fab Five Freddy, Lee Quiñones, Lady Pink, Rock Steady Crew, The Cold Crush Brothers og Grandmaster Flash. 
Hovedpersonen "Zoro" spilles af den legendariske graffitikunstner fra New York "Lee" George Quiñones. En tidlig udgave af "Wild Style"-logoet dukkede op i 1981, da Charlie Ahearn hyrede graffiti-legenden DONDI til at male "window down"-piecet på undergrundstogvognen der vises i filmen. DONDI-piecet var inspiration for den animerede titelsekvens designet af kunstneren ZEPHYR i 1982. "Wild Style"-logoet er designet af ZEPHYR og malet som en "burner" murpiece af ZEPHYR, Revolt og Sharp i 1983.
Filmen viser adskillige prominente personer fra den tidligste hiphop-kultur, hvor aktiviteter som mcing, turntablism, graffiti og breakdance indgår.